# Eumorphus bicoloripedoides
Eumorphus bicoloripedoides es una especie de coleóptero de la familia Endomychidae.

## Distribución geográfica
Habita en Yunnan, Tonkin y Sikkim.